# Dickey Chapelle
Dickey Chapelle, née Georgette Louise Meyer (14 mars 1919 – 4 novembre 1965), est une photojournaliste de guerre américaine, présente sur de nombreux conflits, active durant la Seconde Guerre mondiale, puis à Cuba, en Corée, durant la guerre d'Algérie et la guerre du Viêt Nam. Elle est morte en exerçant son activité de photojournalisme, au Viêt Nam.

## Biographie
Georgette Meyer naît en 1919 dans la banlieue de Milwaukee, dans le Wisconsin. Elle se passionne, adolescente, pour l'aviation, et étudie le design aéronautique. Dickey est un surnom qu'elle se donne, voulant ainsi évoquer l'aviateur et explorateur Richard Byrd,.
Elle occupe ensuite différents emplois dans l'aéronautique, notamment à TWA, où elle bénéficie d'une formation à la photographie par Tony Chapelle. Elle épouse ce formateur en 1940. Puis elle devient photographe professionnelle, et effectue des reportages. Ayant obtenu une accréditation auprès des forces américaines, elle suit leurs entraînements sur différents terrains. Après la Seconde Guerre mondiale, elle continue à effectuer des reportages et à fournir des clichés pour des supports de presse tels que Reader's Digest, National Geographic, Look, Life ou encore The Saturday Evening Post,. Elle intervient comme photojournaliste dans de nombreux conflits ou zones de tensions, dans une période caractérisée par le début de la Guerre froide et les décolonisations. Elle effectue ainsi des reportages en Grèce, Inde, Yougoslavie, Roumanie, Corée, Algérie, Cuba, République Dominicaine, Irak, Jordanie, Laos, Liban, ou encore Hongrie,.
Elle se montre intrépide pour réaliser ses reportages. En Hongrie, elle est emprisonnée pendant sept semaines. À Cuba, elle accompagne Fidel Castro et sa troupe dans la jungle. Pendant la guerre d'Algérie, elle couvre celle-ci du côté du Front de libération nationale (FLN) algérien. Elle participe à plusieurs reprises à des parachutages de l'armée américaine en Corée, en République dominicaine ou au Vietnam,.
Elle meurt en 1965, pendant la guerre du Viêt Nam, tuée par une mine alors qu'elle accompagne des US marines près de la base américaine de Chu Lai (en). Elle est la première correspondante de guerre à mourir au Viêt Nam et la première femme américaine reporter morte en zone de combat. Ses derniers moments ont été photographiés par un autre photographe de guerre, Henri Huet, alors qu'un aumônier militaire est en train de lui donner l'extrême-onction,.
Le cratère vénusien Chapelle a été nommé ainsi en son honneur.

## Publications
- {en} Dickey Chapelle, (1942). Needed. Women in government service, R.M. McBride, 1942.
- {en} Dickey Chapelle, Girls at work in aviation, Doubleday, Doran, 1943
- {en} Dickey Chapelle, How planes get there, Harper, 1944.
- {en} Dickey Chapelle, What's a woman doing here ? A reporter's report on herself, Morrow, 1962.
- {en} Dickey Chapelle, « How Castro Won », dans :  Modern Guerrilla WarFare Fighting Communist Guerrilla Movements, 1962, pp. 325–335.
- {en} Roberta Ostroff, Fire in the Wind. The Life of Dickey Chapelle, Ballantine Books, 1992  (ISBN 978-0345362742).
- Collectif, Vietnam - La guerre en face : avec les photographies de The Associated Press, Paris, Éditions Les Arènes, septembre 2014, 303 p. (ISBN 9782352043508), p. 121.
- {en} John Garofolo, Dickey Chapelle Under Fire: Photographs by the First American Female War Correspondent Killed in Action, Wisconsin Historical Society Press, 2015  (ISBN 978-0870207181).
- {en} Lorissa Rinehart, First to the Front: The Untold Story of Dickey Chapelle, Trailblazing Female War Correspondent, St Martin's Press, 2023  (ISBN 978-1250276575).